# George IV Bridge

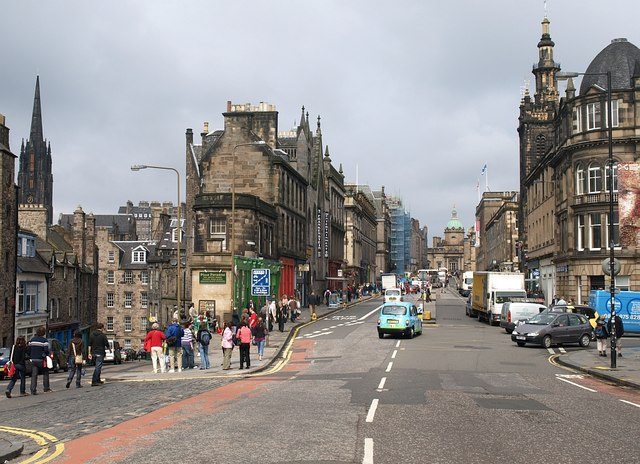
George IV Bridge é a rua á direita terminando no Banco da Escócia

George IV Bridge é uma rua elevada existente na cidade de Edimburgo, na Escócia. Medindo 300 metros de comprimento, este viaduto foi construído entre 1829 e 1832 como parte do Ato de Melhorias de 1827.
Foi nomeado em homenagem ao Rei Jorge IV do Reino Unido, sendo projetado pelo arquiteto Thomas Hamilton (1784 - 1858), para ligar o distrito de South Side de Edimburgo até a Cidade Nova de Edimburgo. Duas ruas tradicionais da Cidade Velha de Edimburgo, a Old Bank Close e a Liberton's Wynd, tiveram que ser demolidas para a construção do viaduto.
Nesta rua se encontra a Biblioteca Nacional da Escócia e a Biblioteca central de Edimburgo que foram construídas com o dinheiro doado pelo filantropo escocês Andrew Carnegie, e mais ao norte está o Hotel Missoni. Mais ao centro estão bares, restaurantes e rotisseries, bem como o instituto educacional Wallace College. Ao sul está a estátua de Greyfriars Bobby.